# Anton Kinzel
Anton Kinzel (* 9. Januar 1921 in Horn, Niederösterreich) ist ein österreichischer Schachspieler und war 1983 bis 1986 
Vizepräsident des Obersten Gerichtshofs.

## Schach
1954 wurde er Niederösterreichischer Landesmeister. Bei der österreichischen Staatsmeisterschaft 1958 in Rif wurde er hinter Alexander Prameshuber Zweiter. Für die österreichische Nationalmannschaft nahm er an fünf Schacholympiaden teil: 1956, 1962, 1966, 1968 und 1970 mit einem Gesamtergebnis von 29 Punkten aus 56 Partien. Für die Schacholympiade 1984 war er als zweiter Reservespieler nominiert, kam aber nicht zum Einsatz. Zwischen 1955 und 1977 nahm er an zwölf Clare Benedict Cups teil. Mit ihm gewann Österreich 1961 in Neuhausen am Rheinfall den Cup, Kinzel erhielt eine individuelle Goldmedaille 1961 am vierten und 1964 am dritten Brett.
Er trägt seit 1983 den Titel eines FIDE-Meisters. Seine höchste Elo-Zahl war 2370 bei Einführung der Wertung im Juli 1971. Seine höchste historische Elo-Zahl war 2517 im Juni 1960. Schach spielte er bei Austria Wien.